# Sainte-Livière
Sainte-Livière est une ancienne commune française du département de la Marne en région Grand Est. C'est une commune associée de l'entité communale Éclaron-Braucourt-Sainte-Livière depuis 1975.

## Lieux et monuments

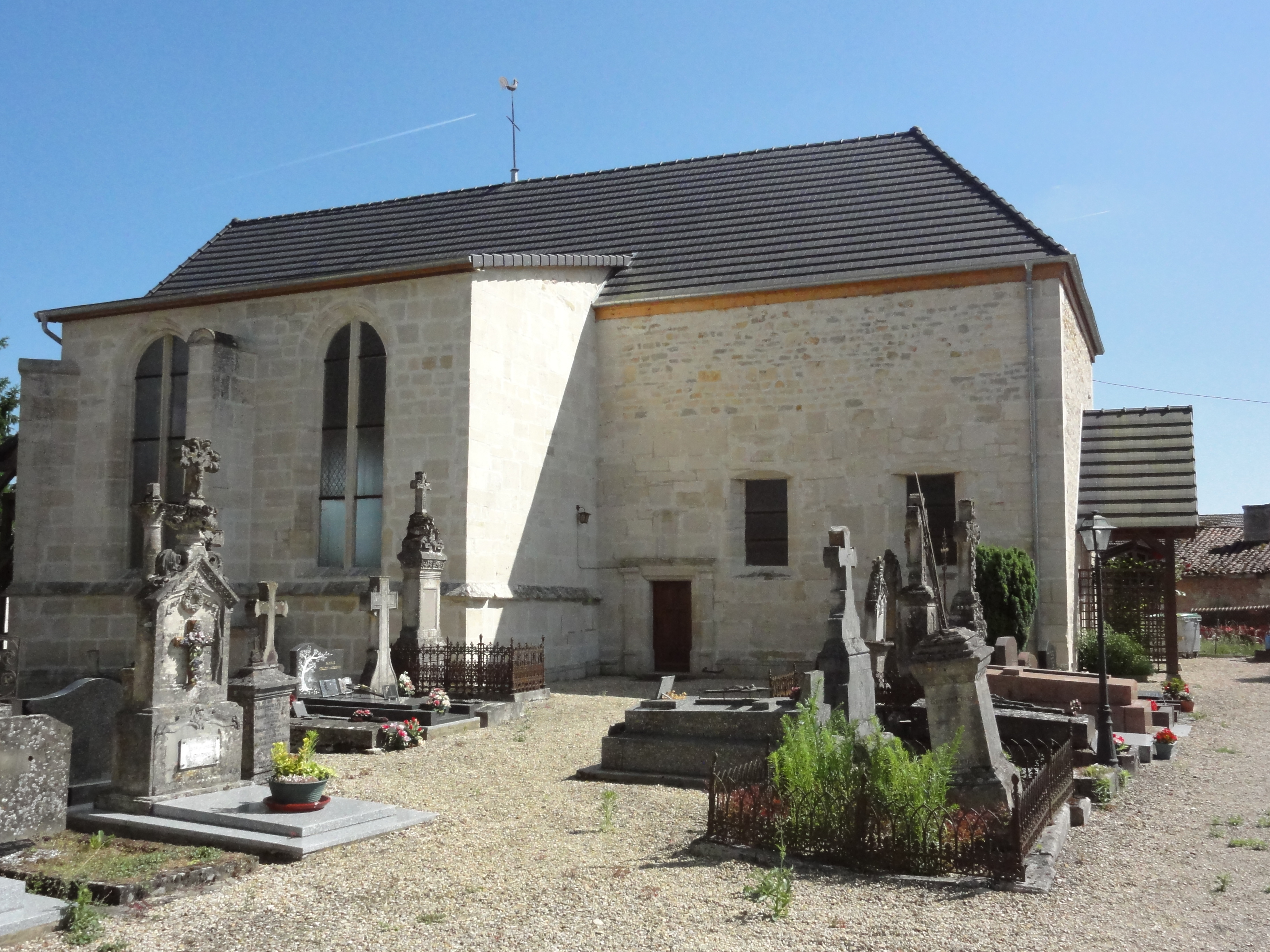
Église Sainte-Libaire.

## Toponymie
Le nom de la localité est attesté sous les formes Sancta Libaria (1135) ; Sancta Liveria (1141) ; Sancta Lybaria (1239) ; Sainte Livère (XIIIe siècle) ; Sainte-Livière (1361) ; Sainte-Livyère (1405) ; Saincte-Lyvière (1516) ; Saint-Livière (1667) ; Sainte-Livierre (1720) ; Belle-Prairie (1793) ; Montlivierre (1794).

Sainte-Livière est un hagiotoponyme, de l'oil sainte et du nom de la sainte Libaria (Sainte Libaire), première martyre de Lorraine en 361 à Grand (Vosges).

## Histoire
Il existait autrefois une motte féodale dont la tour fut détruite et les pierres récupérées pour construire l'église. 
Ce village fait partie du département de la Marne de 1790 à 1974.
Le 1er janvier 1975, la commune de Sainte-Livière est rattachée sous le régime de la fusion-association à celle d'Éclaron-Braucourt dans la Haute-Marne pour former la commune d'Éclaron-Braucourt-Sainte-Livière.

## Politique et administration

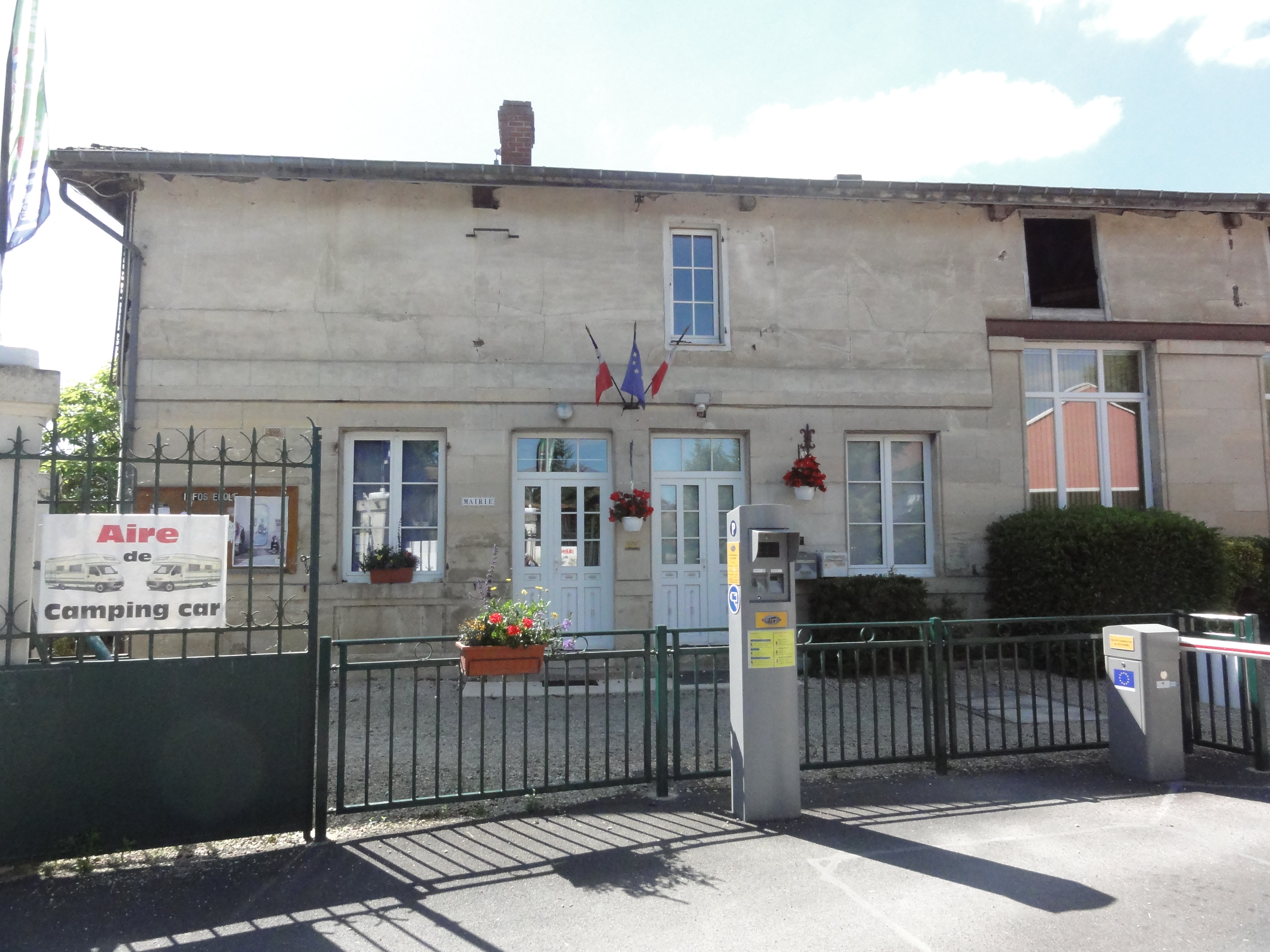
La mairie annexe.

| Période                                  | Période  | Identité        | Étiquette | Qualité |
| ---------------------------------------- | -------- | --------------- | --------- | ------- |
|                                          | En cours | Roland Daverdon |           |         |
| Les données manquantes sont à compléter. |          |                 |           |         |

## Démographie
| 1793 | 1806 | 1821 | 1831 | 1861 | 1876 | 1881 | 1886 | 1891 |
| ---- | ---- | ---- | ---- | ---- | ---- | ---- | ---- | ---- |
| 291  | 322  | 336  | 385  | 318  | 304  | 302  | 277  | 233  |

| 1896 | 1901 | 1906 | 1911 | 1921 | 1926 | 1931 | 1936 | 1946 |
| ---- | ---- | ---- | ---- | ---- | ---- | ---- | ---- | ---- |
| 246  | 208  | 194  | 195  | 182  | 157  | 158  | 193  | 209  |

| 1954 | 1962 | 1968 | - | - | - | - | - | - |
| ---- | ---- | ---- | - | - | - | - | - | - |
| 242  | 200  | 213  | - | - | - | - | - | - |